# Wolin (oraș)

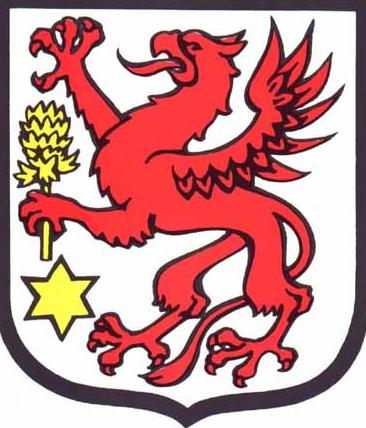
Stemă

Wolin este un oraș în Polonia.